# Kryštof I. ze Švamberka
Kryštof ze Švamberka (mezi 1475–1489? – 13. ledna 1534 Švamberk, podle některých pramenů zvaný též Kryštofor) byl český šlechtic z rodu Švamberků

## Život
Kryštof ze Švamberka se narodil mezi lety 1475–1489 jako syn Hynka ze Švamberka a jeho manželky, Kunky ze Šternberka, ze svazku uzavřeného roku 1475. Na počátku 16. století vlastnil rozsáhlý majetek hlavně na severu jižních Čech, k němuž patřil hrad Zvíkov, zámek Orlík, klášter Milevsko a také vesnice Veselíčko, Kestřany, Bilina a v letech 1523–1534 byl pánem na Dobrošově, k tomu byl i majitel panství v okolí Švamberka.
Švamberkové byli dobrými hospodáři a i Kryštof směřoval své úsilí především k ekonomickému rozvoji rozlehlého panství. Během své držby proměnil rozsáhlou rekonstrukcí hrad Švamberk na reprezentativní rezidenci, podobně jako zámek Orlík i celé panství, které se v době jeho vlastnictví stalo hospodářským centrem s třemi městy a padesáti vesnicemi. Zámek Orlík získal nový obranný systém, kapli a obytné prostory, tím zcela změnil svůj vzhled. Kryštof rovněž podporoval poddanské město Milevsko, které obdrželo významná privilegia, ale milevský klášter, který chátral, navštěvoval jen zřídka. Švamberkové nebyli vlastníky celého klášterního majetku, ale byli zástavními pány většinového podílu a jejich postoj vůči klášteru nebyl dobrý. S příklonem posledních Švamberků k luteránskému vyznání se postoj ke klášteru stal přímo nepřátelským.
Kryštof ze Švamberka zemřel 13. ledna 1534 a pohřben byl v bechyňském klášteře.

## Rodina
Kryštof byl dvakrát ženatý. První manželkou byla od roku 1505 Mandaléna ze Šelmberka († 9. dubna 1508) a druhou od roku 1508 Anežka z Kolovrat († 15. března 1538).
Měl několik synů:
- Jindřich III. starší (1508 – 18. ledna 1574), 1544–49 dvorský sudí a hejtman bechyňského kraje
- Jan († 12. ledna 1559), r. 1557 dvorský sudí
- Bohuslav († 3. prosince 1552)
- Ratmír († 3. dubna 1546)
- Václav († 9. prosince 1562)
- Zdeněk († 22. ledna 1553)